# Mathias Bersohn

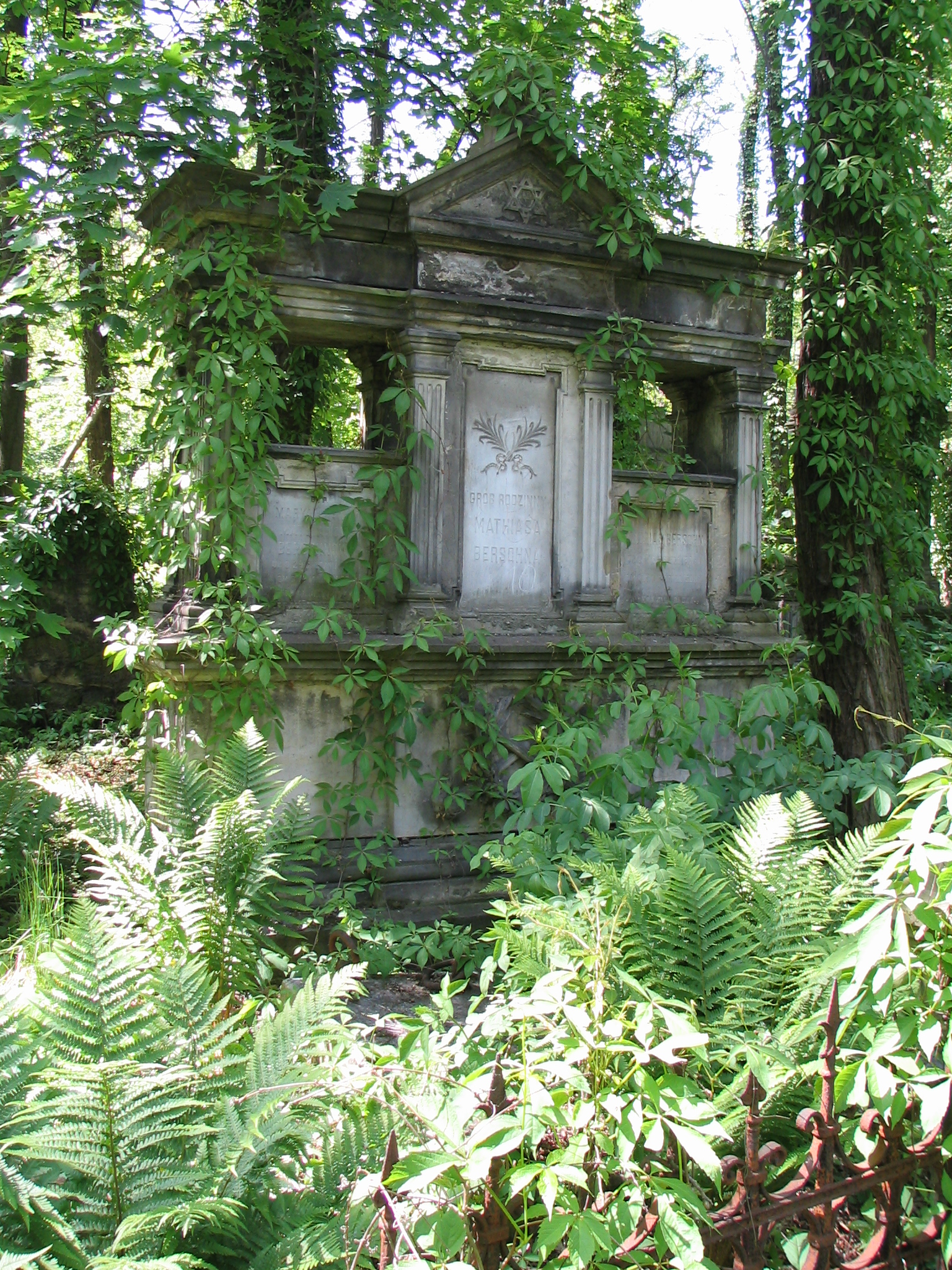
Grób rodzinny Mathiasa Bersohna

Mathias Bersohn (ur. 4 czerwca 1824 w Warszawie, zm. 19 listopada 1908 tamże) – polski historyk sztuki i kultury pochodzenia żydowskiego.

## Życiorys
Urodzony w rodzinie żydowskiej, jako syn Majera Bersohna (1787–1873) i Chai z domu Szyman (1796–1855). Brat m.in. Jana (1829–1913) i Pauliny (żony Salomona Baumana).
Był obywatelem miasta Warszawy. Z zawodu był bankierem. Pełnił wiele odpowiedzialnych funkcji – od był 1877 był sędzią handlowym. Piastował też stanowisko prezesa zarządu Szpitala Dziecięcego Bersohnów i Baumanów, był członkiem zarządu Warszawskiego Towarzystwa Dobroczynności, członkiem Poznańskiego Towarzystwa Przyjaciół Nauk oraz członkiem Komisji Archeologicznej i Sztuki Akademii Umiejętności w Krakowie.
Z zamiłowania zajmował się badaniem historii, zbierał zabytki archeologiczne i dzieła sztuki, których bogatą kolekcję przekazał testamentem Towarzystwu Zachęty Sztuk Pięknych. Ogłosił drukiem liczne publikacje.
Jego żoną była Maria Levy (1834–1902), z którą miał cztery córki: Jadwigę (literatkę, poetkę, tłumaczkę (1853–1912), żonę Aleksandra Kraushara), Hortensję (żonę Franciszka Salezego Lewentala, 1856–1923), Wandę (żonę Józefa Baumrittera bankiera, ur. 1861) i Zofię (żonę Leopolda Landaua bankiera, ur. 1863).
Pochowany jest w grobowcu rodzinnym na cmentarzu żydowskim przy ulicy Okopowej w Warszawie (kwatera 26, rząd 1).

## Ważniejsze publikacje
- Tobiasz Kohn, lekarz polski XVII wieku, Kraków 1872.[3]
- O rytownikach gdańskich. Podręcznik dla zbierających sztychy polskie, Warszawa 1887.[4]
- Kilka słów o dawniejszych bóżnicach drewnianych w Polsce /Zeszyty 1-3/. Kraków 1895 – 1900 – 1903[5][6][7]
- Studenci Polacy na Uniwersytecie Bolońskim w XVI i XVII, t. 1 i 2, Kraków 1894.
- Modlitewnik królowej Maryi Kazimiery Sobieskiej, Warszawa 1896.[8]
- Kilka słów o Janie Heweliuszu astronomie gdańskim z wieku XVII-go oraz o jego korespondencyi, Warszawa 1898.[9]
- Dawna zbrojownia książąt Radziwiłłów w Nieświeżu, Warszawa 1904.[10]
- Słownik biograficzny uczonych Żydów Polskich, Warszawa 1905 (przedruk: Warszawa 1983: Wydawnictwa Artystyczne i Filmowe).